# 山本佐久
山本 佐久（やまもと さく、文化6年（1809年） - 明治29年（1896年）5月20日）は、幕末から明治時代にかけての会津藩出身の女性。覚馬、八重、三郎の母。

## 経歴
会津藩砲術指南役、山本左兵衛の長女として誕生した。左兵衛には跡継ぎとなる男子がいなかったことから、文政9年（1826年）、婿養子に同じ会津藩士で、目付の家柄である永岡家の四男・繁之助（後の権八）を迎えた。権八との間には6人の子供が産まれるが、次男・次女は早くして亡くなったため、健康に育ったのは、長男・覚馬、長女・うら、三女・八重、三男・三郎だけだった。
戊辰戦争が勃発すると、三郎は鳥羽・伏見の戦いで戦死し、覚馬は京都で消息不明となり、後に山本家にもこの事が伝えられた。会津戦争時は、八重や家族と共に籠城戦を戦い抜いた。
会津藩降伏後は、消息が判明した覚馬を頼り、八重と孫のみね（覚馬の子）と共に京都へ移り住んだ。八重が嫁いだ新島襄が同志社女学校を設立すると、5年間にわたり寮の舎監を務めて襄と八重を支えた。
明治9年（1876年）12月3日、京都第二公会を設立する際に、孫のみねと共に新島襄から洗礼を受けた。
明治29年（1896年）、死去。享年87。

## 人物
- 気丈でとても聡明な女性で、覚馬は後年、「自分は母の聡明さには及ばない」と語っていた。
- 教育にも熱心で、「自己を磨き、立派な行いをするよう努めれば、必ず社会に認められる日がくる」といつも子供らに言い聞かせていたという。
- 自分が良いと思った事は、新しいことも積極的に取り入れる進取の気性に富んでいた。当時、疱瘡は死の病と恐れられ、その疱瘡が会津城下で流行したときは、疱瘡の予防には種痘が効果的だということを知ると自ら進んでこれを受け八重や三郎にも種痘を受けさせたという。
- 近所の子と喧嘩ばかりしていた幼少期の覚馬に対し、「決して自分から仕掛けないこと。しかし、相手から挑まれたなら相手が飽きるまで対抗して、単に自らを守るだけでなく、進んで勝ちにいけ」という訓戒を垂れていたという[5]。

## 登場作品
- 八重の桜 - 2013年、NHK大河ドラマ、演：風吹ジュン